# Riguepeu
Riguepeu település Franciaországban, Gers megyében. Lakosainak száma 164 fő (2022. január 1.). Riguepeu Bazian, Biran, Le Brouilh-Monbert, Caillavet, Castelnau-d’Anglès, Cazaux-d’Anglès, Mirannes és Saint-Arailles községekkel határos.

## Népesség
A település népessége az elmúlt években az alábbi módon változott:
| Lakosok száma | 262  | 219  | 228  | 233  | 212  | 218  | 204  | 175  | 171  | 164  |
|               | 1968 | 1982 | 1990 | 2006 | 2013 | 2015 | 2017 | 2019 | 2020 | 2022 |